# Vistallo Zignoni
Vistallo Zignoni (San Giovanni Bianco, ... – ...; fl. XV-XVI secolo) è stato un mercenario italiano.
Discendente della famiglia Zignoni residente in Italia (più precisamente a Genova) e in Portogallo è vissuto a cavallo tra il XV e il XVI secolo. A lui si deve la presenza della reliquia della Sacra Spina a San Giovanni Bianco in provincia di Bergamo.

## Biografia
Vistallus Zencha de Zignonibus, appartenente a una delle più importanti famiglie della Val Brembana, per un omicidio commesso in gioventù durante una lite fu bandito da tutto il territorio della Serenissima, sotto la cui giurisdizione rientrava allora il territorio di Bergamo. Per garantirsi l'impunità si arruolò al servizio del marchese di Mantova Francesco II Gonzaga come balestriere o come cavaliere.
Il 6 luglio 1495 combatté nella battaglia di Fornovo contro il re di Francia Carlo VIII di ritorno da una spedizione contro il Regno di Napoli.
Nella confusione della battaglia, al comando di un drappello di soldati, fece prigioniero un valletto del re e si impadronì di numerosi cariaggi col ricco bottino razziato nel meridione. Del bottino faceva parte anche un cofanetto con preziose reliquie della Passione di Gesù, tra cui anche un pezzo della corona di spine.
Consapevole del grande valore delle reliquie pensò di utilizzarle come moneta di scambio per farsi levare il bando subito per via dell'omicidio, perciò, procuratosi un salvacondotto, si fece ricevere dal doge della Repubblica di Venezia Agostino Barbarigo e dai membri del Senato. In cambio del reliquiario ottenne un premio di 50 ducati e una pensione vitalizia di 10 fiorini per sé, per il padre e per ciascuno dei suoi due fratelli. Ricevette inoltre una delle reliquie, la Spina della Corona di Cristo, per la chiesa del paese natio. Il bando non gli fu levato ma sospeso per un periodo di cent'anni.
Nel 1895, in occasione del quattrocentesimo anniversario dell'accoglimento della Sacra Spina, il comune di San Giovanni Bianco gli dedicò una statua bronzea, opera dello scultore milanese Giuseppe Broggi.